# Vilusi
Koordinaten: 58° 53′ N, 26° 57′ O
Vilusi ist ein Dorf (estnisch küla) in der Landgemeinde Lohusuu (Lohusuu vald). Es liegt im Kreis Ida-Viru (Ost-Wierland) im Nordosten Estlands.
Das Dorf hat 71 Einwohner (Stand 4. Januar 2010). Es liegt am nordwestlichen Ufer des größten Binnengewässers Estlands, des Peipussees (Peipsi järv).